# 707. Infanterie-Division (Wehrmacht)
La 707. Infanterie-Division o 707. Sicherungs-Division fu una divisione dell'esercito tedesco attiva durante la seconda guerra mondiale. 

## Storia
La divisione fu costituita il 2 maggio 1941 e ad agosto venne schierata nel settore di Smolensk, in Bielorussia, dove venne impiegata in compiti di presidio e antipartigiani ma anche in rastrellamenti ed uccisioni di ebrei; nel marzo 1942 fu impiegata nell'operazione "Bamberg", una operazione antipartigiana su larga scala nelle retrovie, nella quale agì in modo spietato nei confronti dei civili. Dall'estate del 1942, la divisione fu schierata nell'area di Brjansk, Orel e Kursk. Nel settembre 1943 venne spostata a Rahacou e a dicembre entrò in linea a Babrujsk, dove non riuscì a fermare l'offensiva dell'Armata Rossa durante l'Operazione Bagration: infatti nel giugno 1944 venne distrutta e formalmente sciolta il 3 agosto dello stesso anno.

## Ordine di battaglia
- Infanterie-Regiment 727
- Infanterie-regiment 747
- Artillerie-Abteilung 657
- Pionier-Bataillon 707
- Nachrichten-Kompanie 707
- Divisionseinheiten 707[2]

## Decorazioni
Un membro della divisione fu premiato con Croce di Cavaliere della croce di ferro.

## Comandanti
- Generalleutnant Wilhelm Rußwurm 25 aprile 1941 - 3 maggio 1941)
- Generalmajor Gutsav Freiherr von Mauchenheim (3 maggio 1941 - 22 febbraio 1943)
- Generalleutnant Hans Freiherr von Falkenstein (22 febbraio 1943 - 1 giugno 1943)
- Generalleutnant Rudolf Busich (1 giugno 1943 - 3 dicembre 1943)
- Generalmajor Alexander Conrady (3 dicembre 1943 - 12 gennaio 1944)
- Generalleutnant Rudolf Busich (12 gennaio 1944 - 15 maggio 1944)
- Generalmajor Gustav Gihr (15 maggio 1944 - 3 agosto 1944)[2]